# Provincie Higo

Mapa japonských provincií se zvýrazněnou provincií Higo

Provincie Higo (japonsky: 肥後国; Higo no kuni) byla stará japonská provincie ležící na ostrově Kjúšú. Na jejím území se v současnosti rozkládá prefektura Kumamoto. Sousedila s provinciemi Čikugo, Bungo, Hjúga, Ósumi a Sacuma.
Jejím hlavním městem bylo obvykle Kumamoto. Během období Muromači byl vlastníkem provincie Higo klan Kikuči, ale během období Sengoku o ni přišel a provincii obsadili sousední vládcové, včetně klanu Šimazu ze Sacumy. Až Hidejoši Tojotomi, který napadl Kjúšú, dal Higo svým vazalům. Prvním byl Narimasa Sasa a posledním Kijomasa Kató. V roce 1632 přešlo panství do rukou klanu Hosokawa.
Během období Sengoku bylo Higo největším centrem křesťanů v Japonsku a též bylo místem, kde Musaši Mijamoto zůstal na pozvání daimjóa z rodu Hosokawa během psaní svého díla Kniha pěti prstenů
.